# Железнодорожный транспорт в Японии

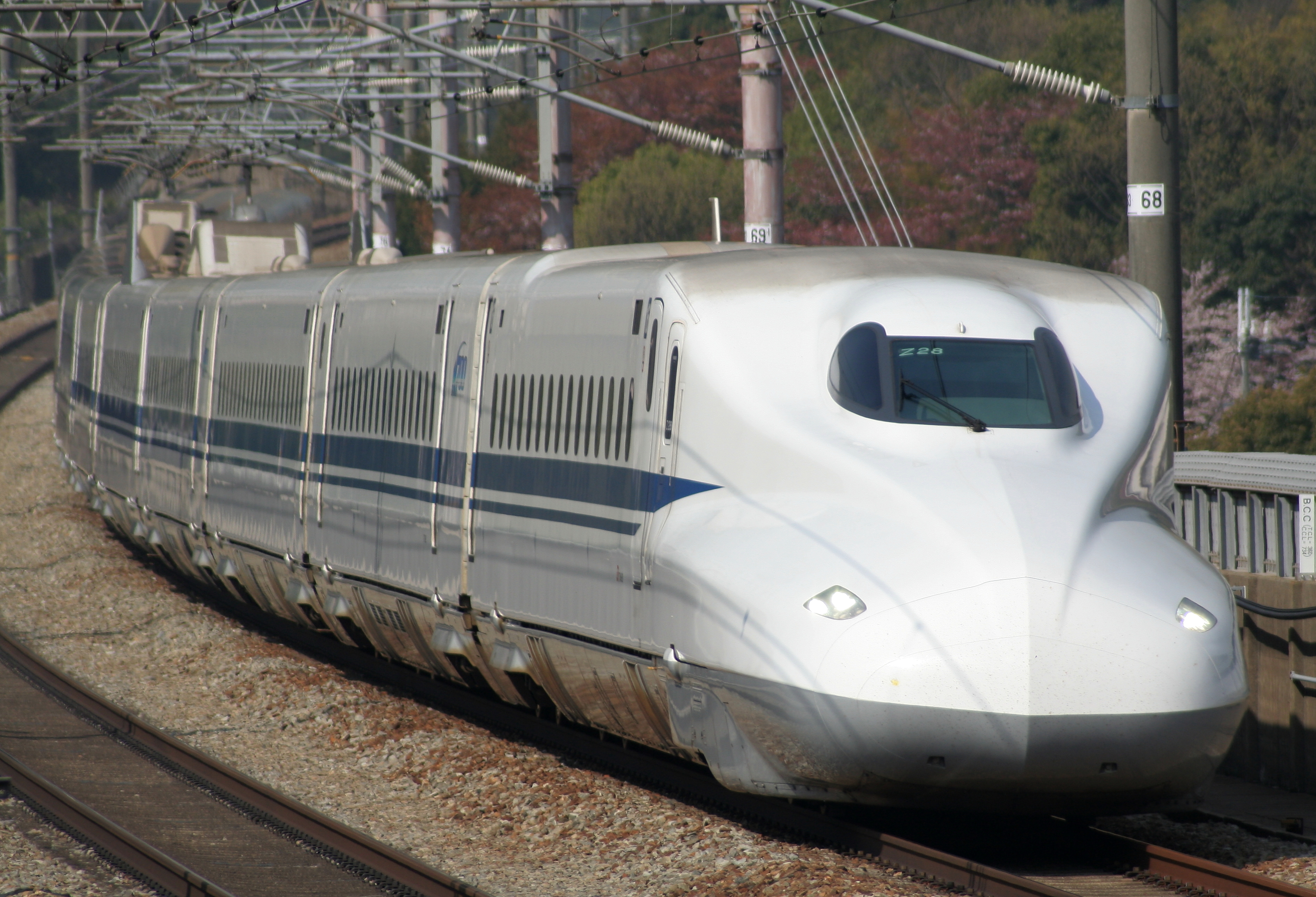
Электропоезд серии N700 сети Синкансэн

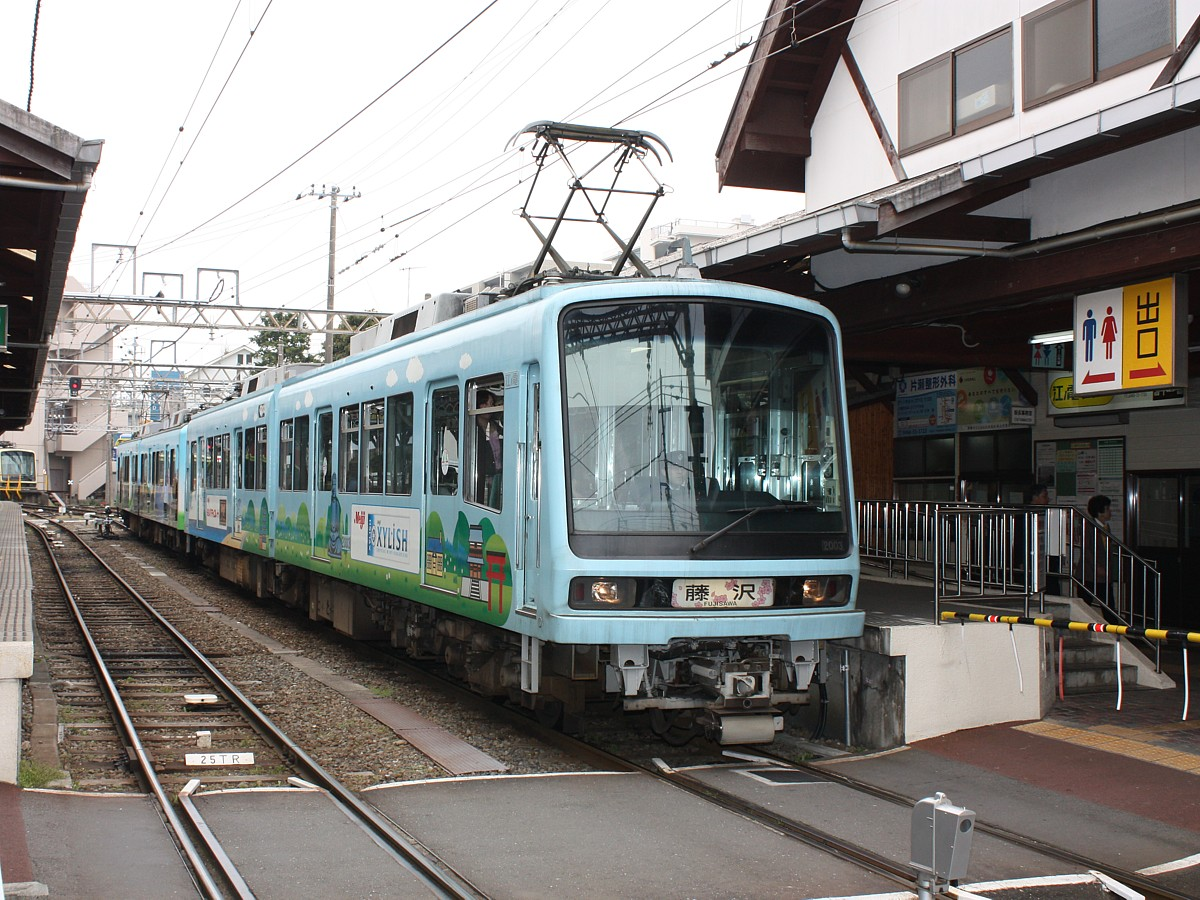
Электричка на линии Энодэн

Железнодорожный транспорт в Японии является основным средством перевозки пассажиров в Японии как между большими городами, так и на пригородных линиях.

## Обзор

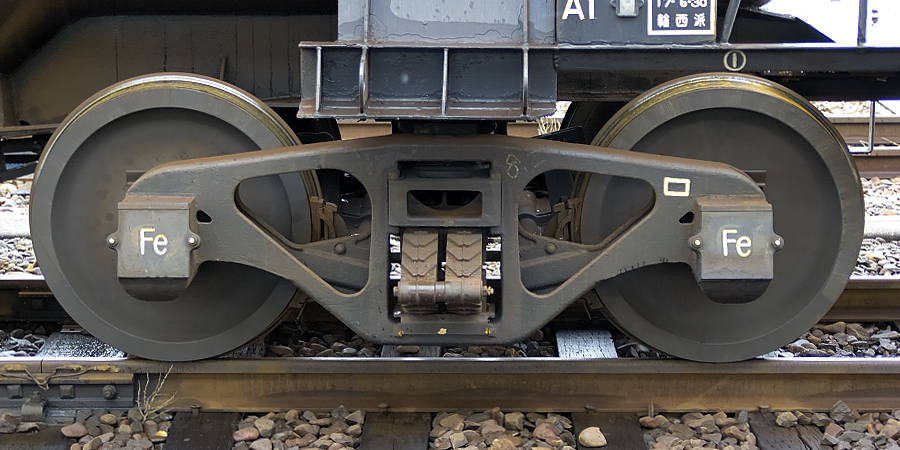
Вагонная тележка вагона-цистерны японских железных дорог

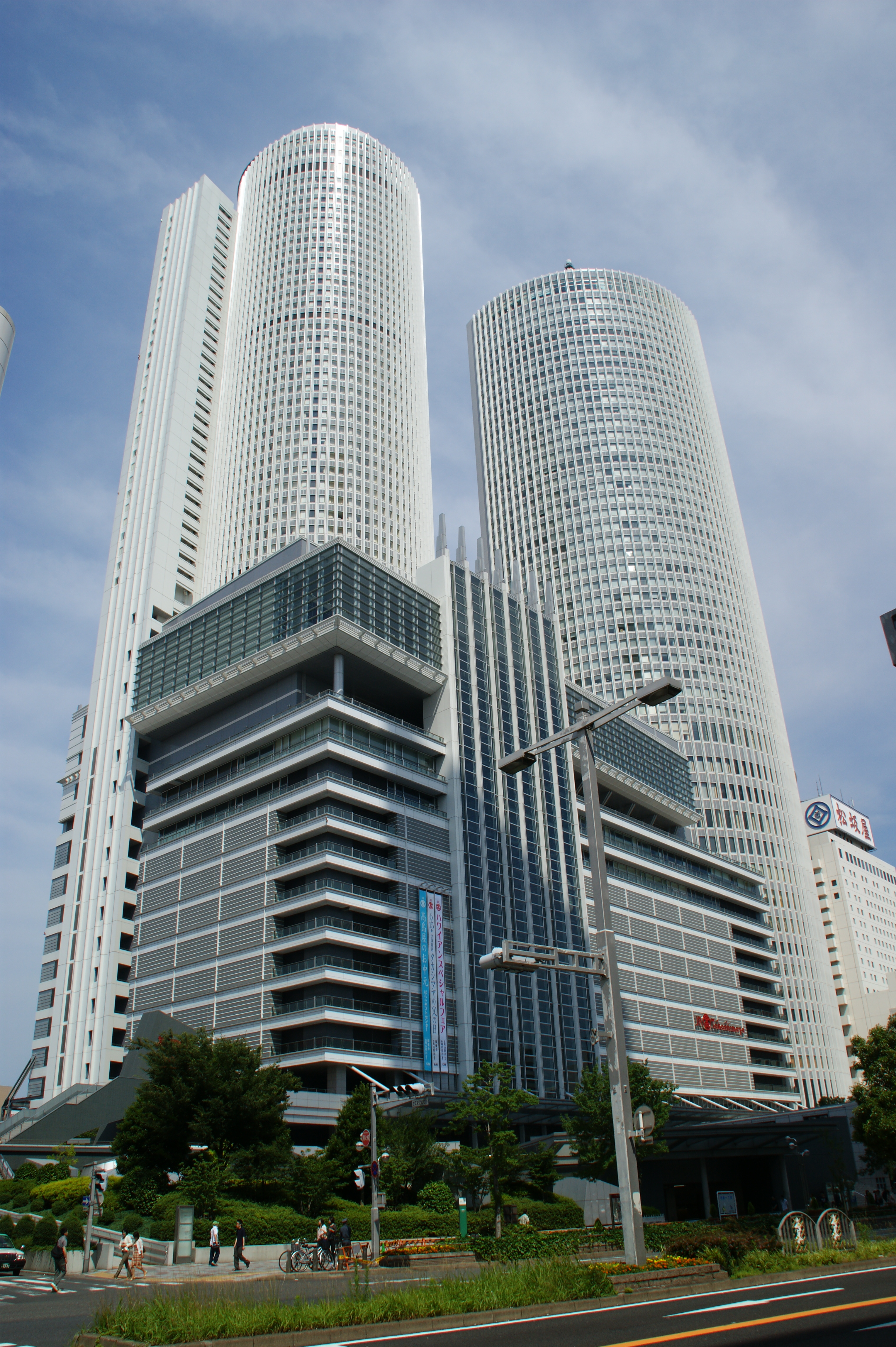
Здание станции Нагоя состоящее из небоскребов башен-близнецов JR Central Towers, штаб-квартира JR Central. Так как JR Central Towers является зданием железнодорожной станции Нагоя, она является самой большой железнодорожной станцией по площади в мире (если считать по суммарной площади всех помещений — 446 000 м²).

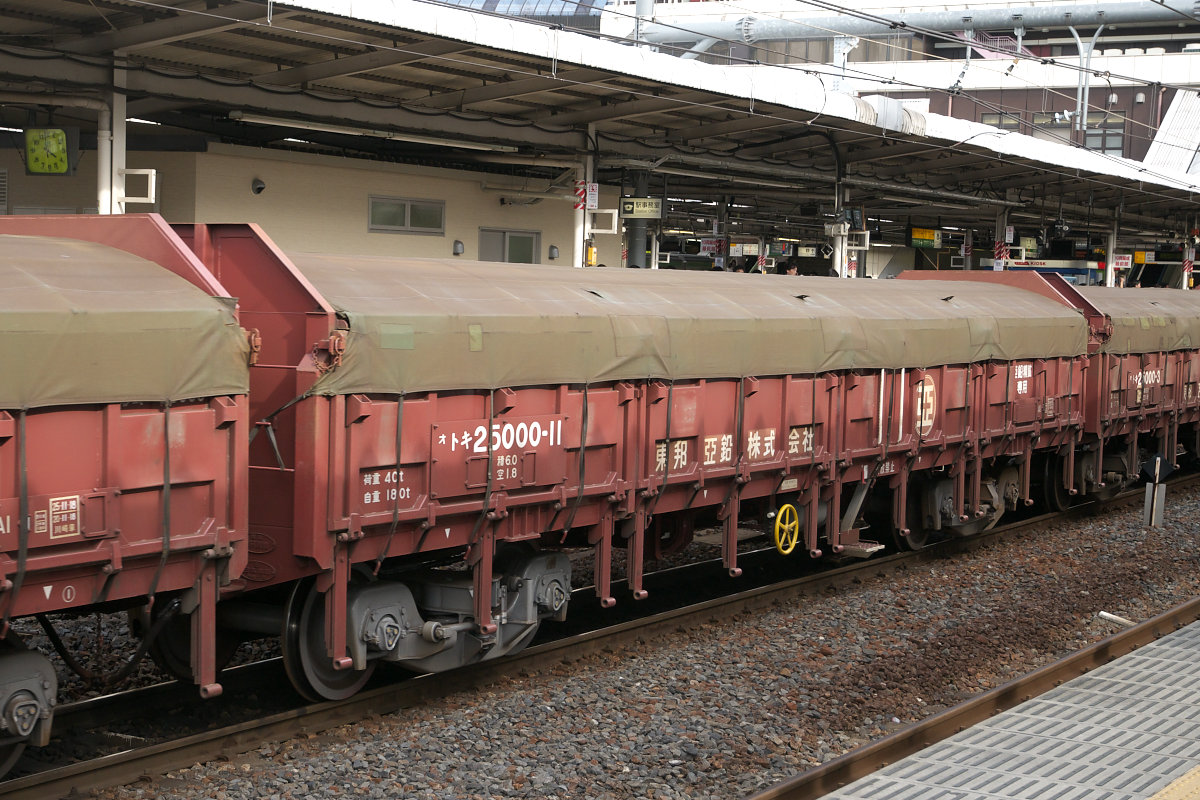
Вагоны-платформы японских железных дорог

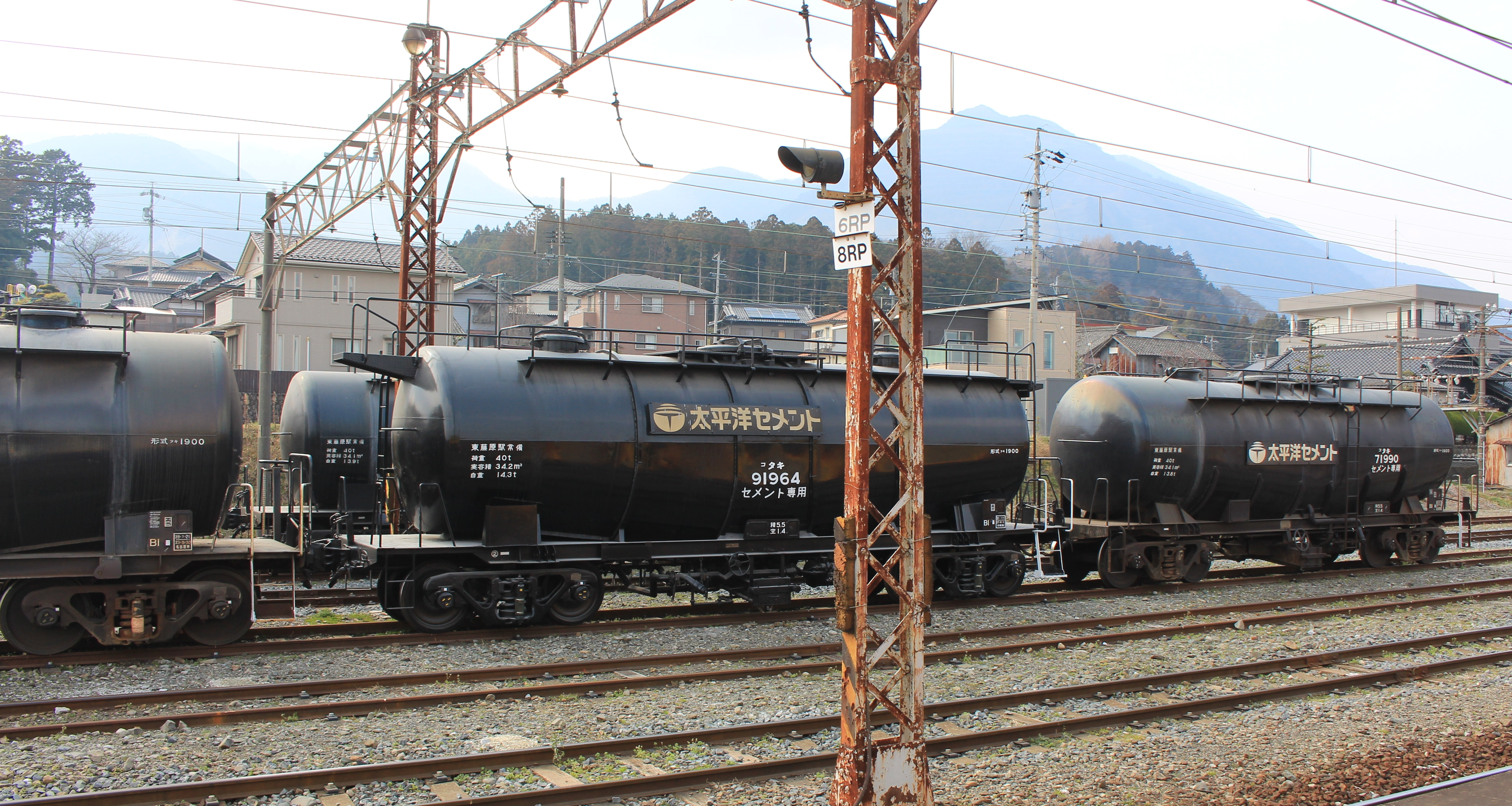
Вагоны-цистерны на станции Ise-Hatta

В послевоенной Японии, правительство поощряло частные компании разрабатывать свои собственные системы общественного транспорта, чтобы быстро восстановить городские транспортные сети страны. Частные железнодорожные линии поощрялись к конкуренции друг с другом, а также с национальными железнодорожными линиями, причем роль правительства ограничивалась регулированием тарифов. В обмен на развитие железнодорожных линий частным корпорациям были предоставлены бизнес возможности для диверсификации своей деятельности и развития недвижимости вокруг своих железнодорожных сетей. Так частные железнодорожные компании начали создавать вокруг своих железнодорожных станций районы с вертикально интегрированным бизнесом по развитию жилых, деловых, промышленных и торговых площадей и методов их транспортной связи, которые стали активно использоваться населением для перемещения между такими районами. Эти массово используемые населением, транспортно, социально и экономически интегрированные и связанные между собой железнодорожным транспортом, районы железнодорожных станций с вертикально интегрированным бизнесом, частных японских железнодорожных компаний, представляют собой уникальную, среди железнодорожных систем мира, форму транзитно-ориентированного развития железных дорог страны. Таким образом в Японии крупные железнодорожные станции и районы вокруг них, являются главными экономическими, и деловыми районами современных японских городов. Также, благодаря диверсификации своего бизнеса в сфере недвижимости, розничной торговли и т.д. большинство частных железных дорог в Японии являются финансово независимыми, а их железнодорожные операции обычно прибыльны, что резко контрастирует с большинством железнодорожных сетей в других странах мира. Многие крупные частные железнодорожные компании Японии входят в число ведущих корпораций страны. Японские железные дороги очень эффективны, требуют мало субсидий и работают крайне пунктуально. Из-за массового использования железнодорожного транспорта, в Японии находятся 46 из 50 самых загруженных железнодорожных станций в мире. В Японии коммерческие площади в зданиях железнодорожных станций управляемых японскими железнодорожными компаниями называют станция Нака.
На большей части Хоккайдо, Хонсю, Кюсю и Сикоку пассажирские перевозки осуществляются шестью компаниями Группы Японских железных дорог, которые принадлежали государству до 1987 года. Седьмая — перевозит грузы, покупая у пассажирских компаний право пользования инфраструктурой. Кроме них также существует более 110 железнодорожных компаний, как частных, так и финансируемых региональными администрациями.
27 182 км железных дорог покрывают практически всю территорию страны. Группа Японских железных дорог управляет 20 135 км из этих линий, остальные принадлежат местным компаниям. Железные дороги Японии перевозят 23 млрд пассажиров, и 46,2 миллиона тонн грузов ежегодно (по состоянию на 2008 год). Для сравнения, в России 86 тыс. км железных дорог, и они в том же году перевезли 1,3 млрд пассажиров и 1304 миллионов тонн грузов. С 1982 года и до момента приватизации происходило значительное сокращение железнодорожной сети, а также снижение доли железнодорожного транспорта как в перевозке пассажиров, так и в грузообороте. Несмотря на это, на железнодорожный транспорт до сих пор приходится наибольшая часть пассажиропотока.
В городах Иокогама, Киото, Кобе, Нагоя, Осака, Саппоро, Сендай, Токио и Фукуока действуют системы метрополитена. Однако, в отличие от Европы, большая часть пассажиропотока приходится на наземные электрички, имеющие хорошо разветвлённую городскую сеть. В техническом смысле наземные электрички и метрополитен (по габариту и виду электрификации) могут не различаться вообще, однако тарифицируются они всегда по-разному, принадлежа разным операторам. Также многие города имеют трамвайные и монорельсовые системы. Некоторые системы городского наземного транспорта имеют систему автоведения, позволяющую обходиться без машинистов. На всех железнодорожных станциях в Японии установлено тактильное покрытие. На многих железнодорожных станциях в Японии установлены платформенные раздвижные двери.
Сеть токийского метрополитена насчитывает 285 станций. Так как в Токио находиться самая обширная в мире городская железнодорожная сеть (по состоянию на май 2014 года в Токио расположено 158 линий, 48 операторов, 4714,5 км эксплуатационных железнодорожных путей и 2210 станций) токийское метро составляет лишь небольшую долю скоростных железнодорожных перевозок в Токио - только 285 из 2210 железнодорожных станций. Токийское метро перевозит ежедневно 8,7 миллиона пассажиров (14,6 миллиарда в год), что составляет только 22 % от 40 миллионов пассажиров, ежедневно пользующихся железнодорожной системой Токио (см. Транспорт в Большом Токио). Токийский метрополитен состоит из линий двух крупных операторов: Tokyo Metro под управлением  частной компанией Tokyo Metro Co., Ltd. (яп. 東京地下鉄株式会社 То:кё: Тикатэцу Кабусики-гайся) и Toei Subway (Toei) под управлением Токийского столичного транспортного управления (яп. 東京都交通局 то:кё: то ко:цу: кёку). Перевёз за 2018 год: Tokyo Metro - 7,579 миллиарда пассажиров; Toei Subway (Toei) - 3,207 миллиарда пассажиров, вместе являясь таким образом 2-м в мире метрополитеном по годовому пассажиропотоку.
На территории Большого Токио имеется 0,61 железнодорожная станции на каждые 2,5 км² или по одной железнодорожная станция на каждые 4,1 км² застроенной территории. Пригородные железнодорожные перевозки очень плотные: 6 млн. человек на линию в год, причем самый высокий показатель среди центральных городских районов. Ходьба и езда на велосипеде встречаются гораздо чаще, чем во многих городах мира. Частные автомобили и мотоциклы играют второстепенную роль в городском транспорте. Частные автомобили в Большом Токио составляют менее 20% ежедневных поездок, поскольку владение личными автомобилями разрешено только тем, у кого есть предварительно купленное парковочное место.
В Японии была построена первая в мире высокоскоростная железнодорожная линия — Синкансэн, который к сегодняшнему дню связывает крупнейшие города Японии на скорости до 320 км/ч (на линии Тохоку-Синкансен). Однако поезда, следующие по обычным линиям, можно лишь относительно назвать медленными, так как они движутся в основном со скоростью 130 км/ч (увеличение скорости до 160 км/ч требует установку усовершенствованных систем сигнализации).
Японские железные дороги перевезли 46,2 млн тонн товаров в 2008 финансовом году. Их доля в национальных грузоперевозках — всего 0,84 %.

## История
- 1872 — Открылась первая в Японии железная дорога между станцией Симбаси в Токио и Иокогамой протяжённостью 29 км[7].
- 1881 — Основана «Ниппон тэцудо» — первая частная железнодорожная компания в Японии
- 1882 — Открыта «Канъэй хоронай тэцудо» — первая железная дорога на Хоккайдо
- 1888 — Открыта «Иё тэцудо» — первая железная дорога на Сикоку
- 1889 — Открыта «Кюсю тэцудо» — первая железная дорога на Кюсю
- 1889 — Завершена Главная линия Токайдо
- 1893 — Построен первый паровоз японского производства — класса 860.
- 1895 — Открыта первая в Японии трамвайная система в Киото
- 1895 — Япония оккупировала Тайвань и захватила железную дорогу Тайваня
- 1906 — Открыта первая железная дорога на Южном Сахалине
- 1906 — Южно-Маньчжурская железнодорожная компания перешла в собственность Японии
- 1906—1907 — Национализация 17 частных железнодорожных компаний
- 1914 — Открыта станция Токио
- 1925 — Достроено кольцо линии Яманотэ в Токио
- 1927 — Открыт токийский метрополитен, первый в Азии
- 1942 — Открыт тоннель Каммон, соединяющий Хонсю и Кюсю
- 1945 — Закончилась вторая мировая война, в ходе которой железные дороги были значительно повреждены
- 1946 — В связи с переходом части территории Японии к Советскому Союзу станции железных дорог острова Сахалин исключаются из инвентаря Японских железных дорог
- 1949 — Японские государственные железные дороги преобразованы в Японские национальные железные дороги (ЯНЖД)

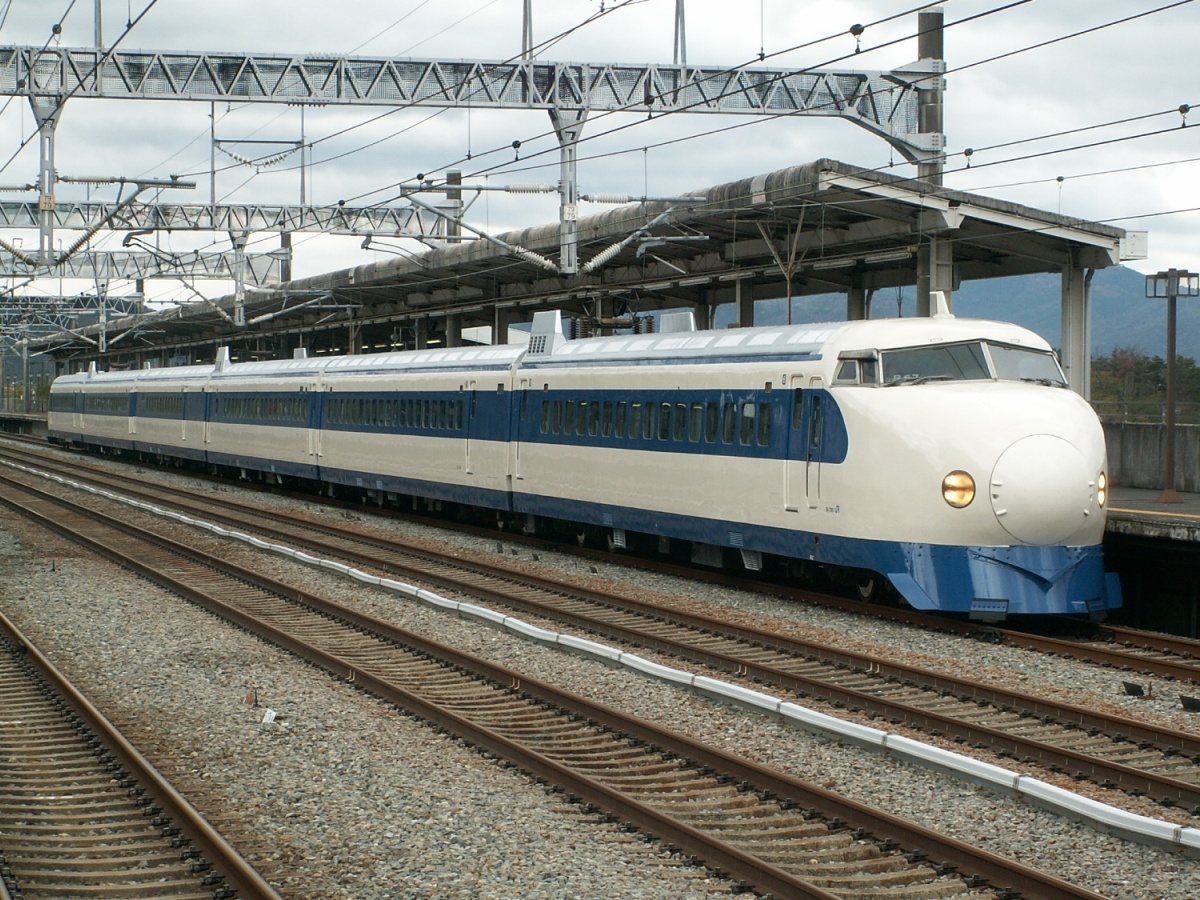
Первая модель поездов синкансэна — серия ноль

- 1956 — Завершена электрификация Главной линии Токайдо
- 1958 — Отправился в первый рейс из Токио в Осаку экспресс-электропоезд «Кодама»
- 1960 — Запущен скоростной дизель-поезд «Хацукари» из Токио в Аомори
- 1964 — Открыта первая линия синкансэна между Токио и Осакой
- 1975 — Списаны все магистральные паровозы (маневровые использовались до 1976 года)
- 1980 — Принято постановление о реконструкции ЯНЖД, малодеятельные линии были закрыты
- 1987 — ЯНЖД приватизированы, образована Группа Японских железных дорог
- 1988 — Открыт тоннель Сэйкан, связывающий Хонсю и Хоккайдо
- 1988 — Открыт мост Сэто, соединяющий Хонсю и Сикоку

## Классификация компаний-операторов

### Группа Японских железных дорог
Группа Японских железных дорог — группа компаний, между которыми в 1987 году были разделены Японские национальные железные дороги. Она лежит в основе сети железных дорог Японии, управляя почти всем междугородним железнодорожным сообщением и значительной частью пригородных железных дорог.
Шесть пассажирских компаний ГЯЖД разделены по регионам, однако многие поезда дальнего следования уходят за пределы дороги формирования. Грузоперевозки принадлежат Японской грузовой железнодорожной компании, которая управляет всей грузовой сетью бывших ЯНЖД.

### Крупнейшие частные железные дороги
На долю следующих 16 компаний приходится 2870,1 км железных дорог и пассажирооборот 9,5 млрд пассажиров в год:

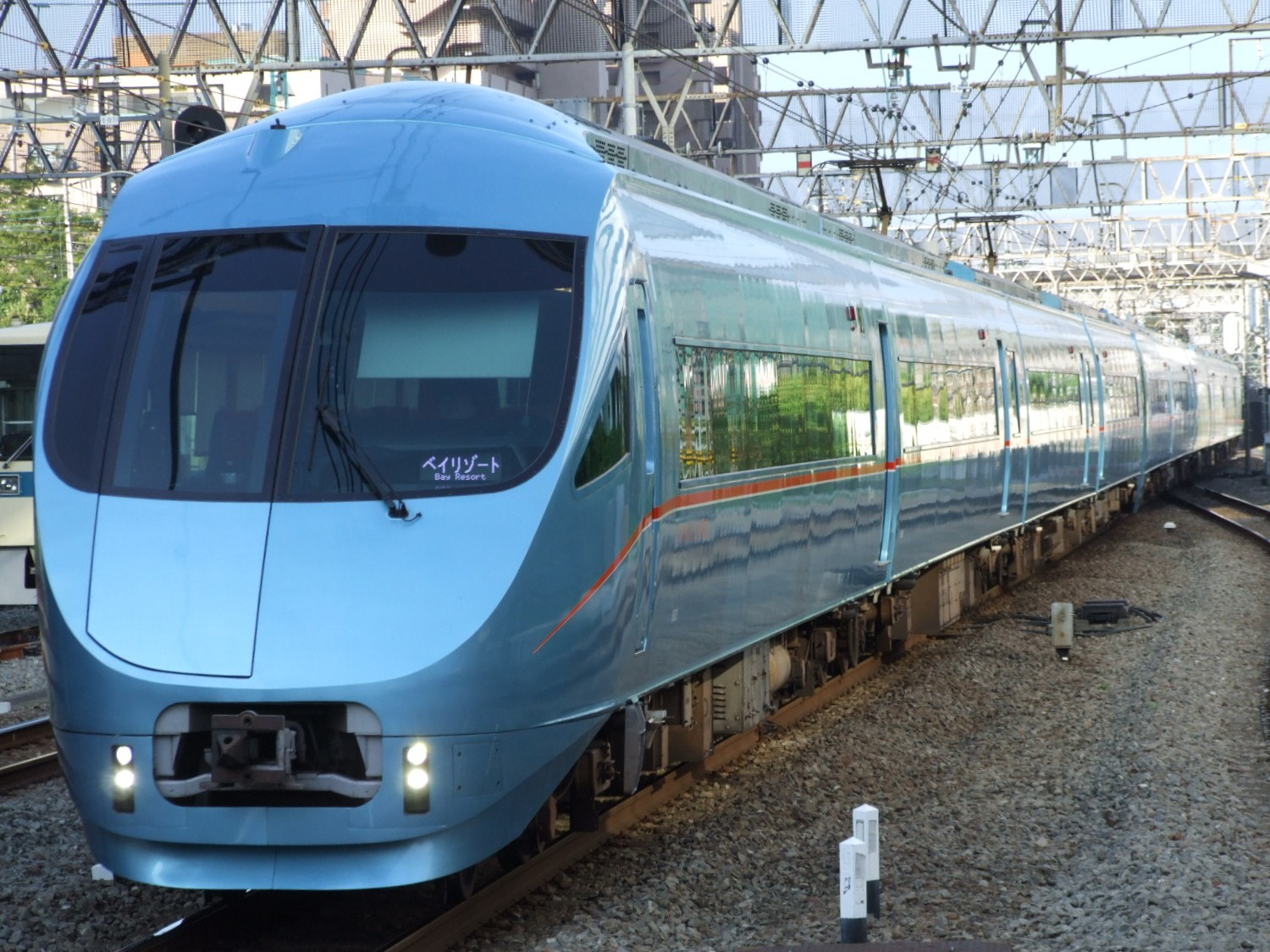
Экспресс типа «Romacecar» компании Одакю

- Tobu Railway
- Seibu Railway
- Keisei Electric Railway
- Keio Corporation
- Odakyu Electric Railway
- Tokyu Corporation
- Keikyu Corporation
- Tokyo Metro
- Sagami Railway
- Nagoya Railroad
- Kintetsu Corporation
- Nankai Electric Railway
- Keihan Electric Railway
- Hankyu Corporation
- Hanshin Electric Railway
- Nishi-Nippon Railroad

### Другие железные дороги
Операторов остальных железнодорожных дорог можно разделить на:
- Принадлежащие городам,
- Компании «третьего сектора», финансируемые совместно региональными администрациями и частными компаниями и
- Другие небольшие частные железнодорожные компании.

## Общие характеристики железных дорог Японии

### Колея и электрификация
Железная дорога Японии состоит из:

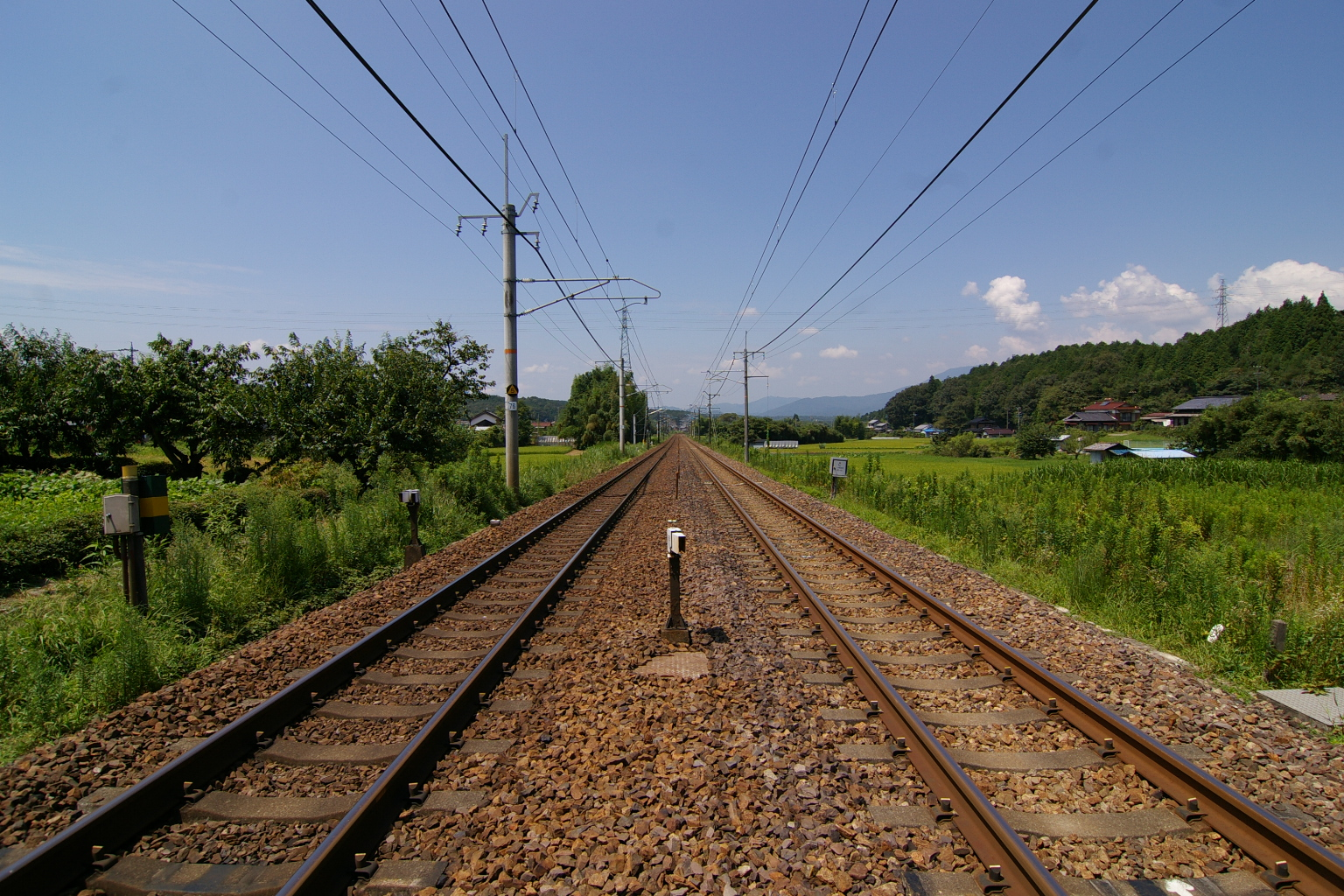
Электрифицированная железная дорога около города Накацугава

- 22 313 км Капской колеи (1067 мм), из которых 13 280 километров электрифицировано;
- 3 978 км Европейской колеи (1435 мм), полностью электрифицирована;
- 96 км Шотландской колеи (1372 мм), полностью электрифицирована;
- 48 км Узкой колеи (762 мм), полностью электрифицирована.

Фактически стандартом на железнодорожной сети Японии является ширина колеи 1067 мм, почти на треть уже, чем в России. Дороги для Синкансэна строились с европейской колеёй — 1435 мм. Железные дороги с другой шириной колеи малораспространены и используются лишь там, где нет необходимости выхода на существующую железнодорожную сеть.
В Японии используются электрификация постоянным током с напряжением 1500 В и переменным с напряжением 20 кВ для обычных линий; для Синкансэна — 25 кВ переменным током. Некоторые частные линии электрифицированы постоянным током напряжением 600 В и 750 В. Частота переменного тока равна 60 Гц в западной части Японии и 50 Гц — в восточной.

### Сигнализация
Светофорная сигнализация появилась на железных дорогах Японии ещё до войны. Чуть позднее была изобретена автоматическая блокировка ATS. С её помощью при прохождении запрещающего сигнала срабатывает экстренное торможение, также необходимо подтверждать прохождение жёлтого сигнала. После катастрофы на станции Мацукава в 1962 году данную систему начали устанавливать по всей сети. ATS до сих пор применяется на большинстве линий в двух наиболее распространённых вариантах:
ATS-Sn
1) Прохождение жёлтого сигнала требует подтверждения
2) Проезд запрещающего сигнала сопровождается экстренным торможением
3) Устанавливается на линиях средней и низкой загруженности
ATS-P
1) При прохождении жёлто-зелёного, жёлтого, а также двойного жёлтого сигнала скорость автоматически снижается до необходимой
2) Прохождение жёлтого сигнала требует подтверждения
3) Проезд запрещающего сигнала сопровождается экстренным торможением
4) Устанавливается на линиях повышенной загруженности
В обоих случаях соблюдается соответствующий скоростной режим:
1) Зелёный сигнал — ограничение скорости согласно установленной на маршруте (не более 120 км/ч, реже — 130 или 140 км/ч)
2) Жёлто-зелёный сигнал (при наличии как минимум трёхзначной автоблокировки) — ограничение скорости 65-75 км/ч (в зависимости от линии)
3) Жёлтый сигнал — ограничение скорости 45-55 км/ч (в зависимости от линии)
4) Два жёлтых сигнала (при наличии как минимум трёхзначной автоблокировки) — ограничение скорости 25 км/ч
5) Красный сигнал — проезд запрещён.
На японских железных дорогах длина блок-участков значительно меньше, чем в других странах. Часто предполагается использование электропневматического и/или электродинамического торможения.
На линиях метрополитена, высокоскоростных линиях а также некоторых линиях городской электрички с 1961 года применяется внутрикабинная система ATC, контролирующая скоростной режим в течение всего времени проследования, а также приближение к запрещающему сигналу (снижение скорости происходит ступенчато, по мере прохождения блок-участков). Данная система не предполагает наличия светофоров, поэтому может быть использована в скоростном движении. Существует версия данной системы D-ATC, которая вообще не имеет блок-участков и автоматически рассчитывает тормозной путь на удалении, позволяющая максимально сократить интервалы движения поездов. Частные железнодорожные операторы используют собственные системы сигнализации, некоторые из которых почти не отличаются от принятых на основной «пост-национальной» сети. Существуют также комбинированные виды светофорной и внутрикабинной сигнализации (например, на линии Keisei Skyliner совмещённая сигнализация позволила поднять ограничение скорости до 160 км/ч на линии с шириной колеи 1435 мм).

### Категории поездов

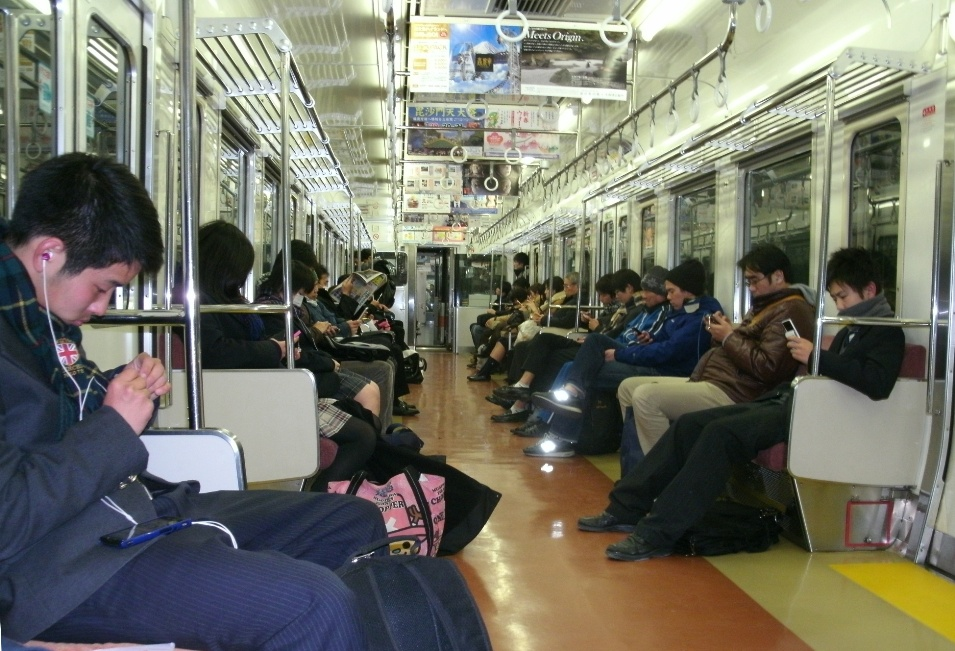
В вагоне обычного поезда (фуцу)

Пригородные поезда и поезда дальнего следования обычно разделяются на несколько категорий, в зависимости от количества остановок. Поезд, останавливающийся на каждой станции, называется «обычным» (яп. 普通列車 фуцу: рэсся) или «со всеми остановками» (яп. 各駅列車 какуэки рэсся). Поезда побыстрее классифицируются как «ускоренные» (яп. 快速 кайсоку), «экспрессы» (яп. 急行 кю:ко:) и «скорые» (яп. 特急 токкю:), и проезд в них может осуществляться за дополнительную плату (см. ниже) в зависимости от политики компании. На железных дорогах с большим числом типов поездов используются приставки типа «полу» (準), «пригородный» (区間) и т. д. Например, на линии Исэсаки компании Тобу поезда делятся на «со всеми остановками», «пригородный полуэкспресс», «полуэкспресс», «пригородный экспресс», «экспресс», «ускоренный», «пригородный ускоренный» и «скорый».
Как правило, поезда дальнего следования имеют собственное имя, которое используется повсеместно вместо номера поезда. Одним из ярких примеров является поезд «Twilight Express», курсирующий между городами Осака и Саппоро.

### Билеты и оплата проезда
Обычно проезд на поездах в Японии осуществляется по одноразовому билету. Он проверяется турникетом или контролёром как на станции отправления, так и на станции назначения. Билет действует независимо от количества пересадок. При путешествии на дальние расстояния разрешается сделать неограниченное количество остановок в пути по всему маршруту с учётом срока действия билета.
За исключением коротких железных дорог и некоторых трамвайных систем с фиксированной стоимостью проезда цена рассчитывается в зависимости от расстояния или количества зон проезда. Цена детского билета для детей от 6 до 12 лет составляет половину взрослого. Последнее время в крупных городах начинают применяться карточки предоплаты, такие как Suica и PiTaPa, благодаря которым пассажирам не нужно рассчитывать цену по сложным таблицам стоимости перед каждой поездкой.

Проезд на определённых поездах может потребовать покупки дополнительного билета за отдельную плату:

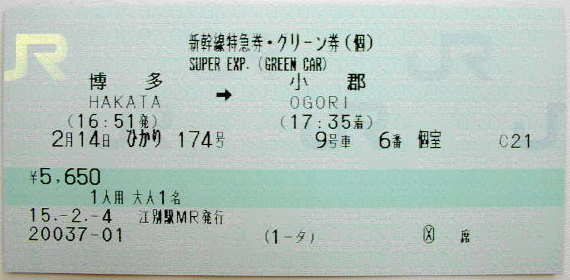
Билет поезда Хикари

- Доплата за проезд в экспрессе (яп. 急行料金 кю:ко: рё:кин)
- Доплата за проезд в скором поезде с местом (яп. 特急料金 токкю: рё:кин)
- Доплата за проезд в скором поезде без места (яп. 自由席特急料金 дзию:сэки токкю: рё:кин)
- Доплата за проезд с местом во всех остальных поездах (яп. 指定席料金 ситэйсэки рё:кин)
- Доплата за проезд в вагоне повышенной комфортности (яп. グリーン料金 гури:н рё:кин)
- Доплата за проезд в спальном вагоне (яп. 寝台料金 синдай рё:кин)

Также специально для туристов существует проездной билет «Джапан рэйл пасс», который позволяет совершать неограниченное количество поездок на поездах компаний Группы Японских железных дорог, в том числе на синкансэнах.

### Железнодорожные линии
Всем железнодорожным и трамвайным линиям в Японии присвоено уникальное наименование. Имена линий могут происходить от конечного города или города вдоль линии (например «Линия Такасаки» идёт в город Такасаки), от имени региона (например «Главная линия Тохоку» проходит через регион Тохоку), от аббревиатуры префектур или городов (например «Линия Гоно» соединяет Госёгавару и Носиро), или от направления линии (например «Линия Тодзай» означает Восток-Запад).
Линии были единицей реструктуризации Японских национальных железных дорог в 1980-х, в ходе которой слишком убыточные линии были закрыты. Это спасло некоторые безымянные ответвления магистральных линий, которые были бы упразднены, если бы имели имя.

### Безопасность
Железнодорожные станции оборудуются лифтами для маломобильных пассажиров, тактильным покрытием для безопасности и помощи ориентации в пространстве пешеходам с нарушением зрения и платформенными раздвижными дверьми. Япония была одним из пионеров по внедрению тактильного покрытия. В Японии, как и во многих развитых и развивающихся странах, получило довольно широкое распространение установка платформкнных раздвижных дверей по краям платформ на старых уже давно действующих и новых железнодорожных станциях. Двери располагаются по краям железнодорожных платформ в целях предотвращения случайного падения пассажиров на железнодорожные пути. В Японии бо́льшее распространение получила система автоматических платформенных ворот, чем система платформенных раздвижных дверей, в силу своей более низкой стоимости при модернизации построенных станций в прошлом и установки на новых, и в связи с использованием разного подвижного состава, разными железнодорожными компаниями, и связные с этим разные конфигурации расположения дверей вагонов, эксплуатирующихся на одних и тех же линиях, что дополнительно затрудняет и замедляет установку универсальных автоматических платформенных ворот на всех станциях. По данным министерства земли, инфраструктуры, транспорта и туризма Японии по состоянию на 31 марта 2021 года в Японии насчитывалось 1002 железнодорожных станций, оборудованных платформенными раздвижными дверьми.

## Железные дороги в японской культуре

### Пунктуальность
Японские железные дороги — одни из самых точных в мире. Среднее время опоздания на Токайдо-синкансэне в 2010 году составляло лишь 30 секунд. Когда поезда опаздывают более чем на 5 минут, дежурный по станции извиняется за задержку по репродуктору, и пассажир может получить «свидетельство об опоздании» (яп. 遅延証明書 тиэн сё:мэйсё), которое затем предъявить на работе или в школе для подтверждения уважительной причины своего опоздания. Японские пассажиры сильно полагаются на железнодорожные перевозки и считают само собой разумеещимся, что поезда приходят вовремя. Когда поезд опаздывает на час или более, об этом может даже появиться заметка в газете. Однако, из-за таких строгих нормативов железнодорожный персонал находится под постоянным давлением общества, что может привести к таким катастрофам, как крушение в Амагасаки в 2005.

### Поезда и преступность
Одним из широко известных преступлений, совершаемых в поездах, является «распускание рук» (яп. 痴漢 тикан, «развратник», «пристающий к женщинам»), которому способствуют переполненные в час пик вагоны и нежелание людей попросить помощи. Лишь в 2004 году был зафиксирован 2201 случай приставаний, что значительно больше, чем в предыдущие годы. Для борьбы с этим явлением железнодорожные компании включают в некоторые поезда вагоны только для женщин (обычно в течение утреннего часа пик и поздно вечером).
К другим значимым преступлениям, совершённым на железнодорожном транспорте в Японии, можно отнести убийство премьер-министра Хары Такаси на станции Токио в 1921 году, подрыв поезда на станции Митака в 1949 году и зариновую атаку в токийском метро в 1995.

### «Зайцы»
В японском языке существует несколько выражений для обозначения безбилетного проезда. Одно из них — Сацума-но ками (яп. 薩摩守, «Глава провинции Сацума»). Это отсылка к одному из правителей Сацумы — Тайре Таданори, члену могущественного рода Тайра, который упоминается в повести о доме Тайра. Его имя, Таданори (яп. 忠度), произносится так же, как и слова, означающие «ехать бесплатно» (яп. 只乗り). Другое выражение — кисэру дзёся (яп. 煙管乗車 кисэру дзё:ся). Это отсылка к кисэру — японской курительной трубке, имеющей длинную пустую секцию из бамбука между чашкой и мундштуком, сделанными из металла. Основанная на ассоциации металла с деньгами, кисэру дзёся — это практика использования одного билета для входа на станцию и другого для выхода, с длинным неоплаченным промежутком в середине.

### Суицид
Прыжок под поезд — один из самых распространённых способов совершения самоубийства в Японии: на него приходится ≈2000 смертей в год, 6 % от общего числа самоубийств. Его относительная популярность объясняется простотой совершения и кажущимся отсутствием неприятностей семье самоубийцы, однако железнодорожные компании часто предъявляют семьям требования компенсации за убытки, вызванные простоем поездов. В надежде снизить количество смертей железнодорожники окрашивают переезды в ярко-зелёный цвет, который, по мнению психологов, должен остановить будущего самоубийцу и устанавливают голубые светодиоды для подсветки станций, которые должны успокоить потенциальных прыгунов.

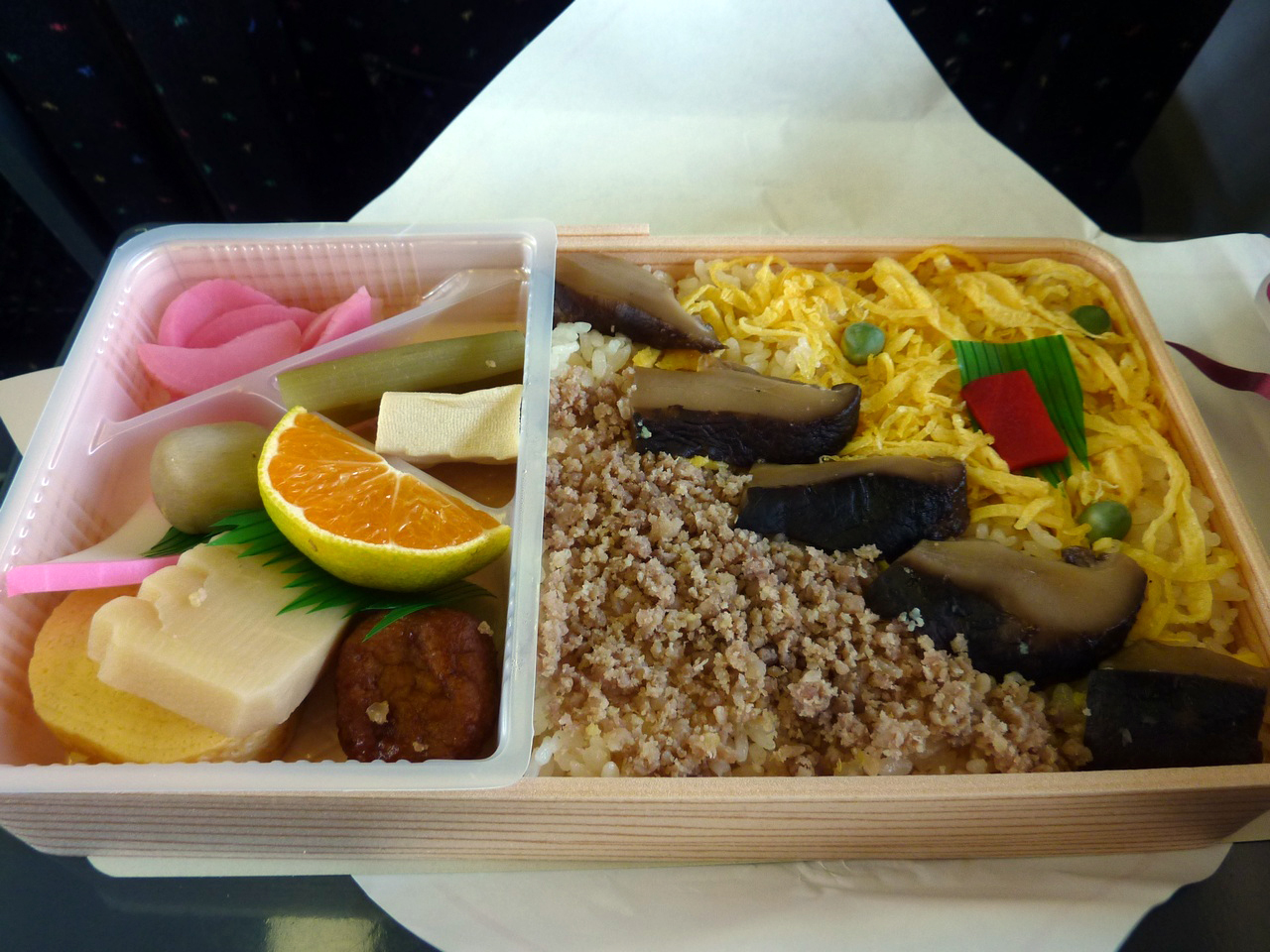
Экибэн станции Минами-Миядзаки

### Экибэн
Важная часть японской железнодорожной романтики — это экибэн (яп. 駅弁), привокзальное бэнто. Первые коробки с обедом начали продаваться на станции Уцуномия и имели мгновенный успех. Многие станции по всей стране вскоре стали делать специальные бэнто, включающие в себя местные кулинарные особенности, такие как морепродукты, мясо или овощи.